# Marea Neagră (film)
Marea Neagră (titlu original: Black Sea) este un film american thriller cu dezastre cu submarine din 2014 regizat de Kevin Macdonald. Rolurile principale au fost interpretate de actorii Jude Law, Konstantin Habenski, Ben Mendelsohn, Jodie Whittaker, Tobias Menzies, Scoot McNairy. Filmul a fost lansat în Regatul Unit la 5 decembrie 2014 și în Statele Unite ale Americii la 23 ianuarie 2015.

## Prezentare
Căpitanul Robinson este concediat de la locul său de muncă (firma Agora, submarinul Agora) pentru că serviciile sale nu mai sunt necesare. El se întâlnește într-un bar cu prietenul său Kurston și un rus pe nume Blackie. Kurston le povestește despre un submarin german cu o încărcătură de aur care s-a scufundat în timpul celui de-al Doilea Război Mondial în apropierea coastei Georgiei. Robinson se întâlnește cu Lewis, care este de acord să sponsorizeze operațiunea cu condiția să primească 40% dacă aurul valorează peste 40 de milioane de dolari americani și 20% dacă valorează mai puțin. Robinson este de acord și merge la Sevastopol, unde adună o echipă formată din jumătate ruși și jumătate britanici pentru un submarin rus.

## Distribuție
- Jude Law[12] - Căpitanul Robinson. Are aproape 30 de ani de experiență cu submarine și a fost concediat recent de la Agora după 11 ani de angajare.
- Scoot McNairy[13] - Daniels, un reprezentant al lui Lewis care însoțește expediția.
- Konstantin Khabensky - Blackie, un rus care ajută la aranjarea achiziției submarinului și este intermediar între căpitanul Robinson și echipajul rus.
- Bobby Schofield - Tobin, un prieten de 18 ani al lui Kurston. El devine parte din echipaj după ce Kurston se sinucide.
- Ben Mendelsohn - Fraser, un scafandru care este psihopat și care a intrat și a ieșit din închisoare.
- Michael Smiley - Reynolds, care a servit cu căpitanul Robinson în marină. În prezent, el este transportator de hârtie după ce a fost concediat din oțelării.
- David Threlfall - Peters, care a servit cu căpitanul Robinson în marină. Cel mai recent a lucrat - un portar.
- Grigoriy Dobrygin - Morozov, un navigator rus.
- Sergei Puskepalis - Zaițev, un rus care are experiență în motoarele de submarine.
- Sergei Kolesnikov - Levcenko, un rus care are experiență în sistemele electrice de la submarine. El gătește și pentru echipaj.
- Serghei Veksler - Baba, un rus care are expertiză în SONAR („cele mai bune urechi din Marina Rusă”).
- Tobias Menzies - Lewis, susținătorul financiar al expediției.
- Daniel Ryan - Kurston, fost coleg de muncă cu căpitanul Robinson, care a fost de asemenea concediat din Agora.
- Karl Davies - Liam. Lucrează pentru Agora la Resurse Umane, este cel care dă vestea că Robinson a fost concediat.
- Branwell Donaghey - Gittens, un scafandru cu o problemă cu jocurile de noroc care nu a mai lucrat de ani de zile. De asemenea, cunoaște motoarele diesel.